# EVERLEDS
EVERLEDS（エバーレッズ）は、パナソニックが発売するLED照明のブランド名である。担当社内カンパニーはエレクトリックワークス社。

## 製造品目
- LED電球

社名を現在の「パナソニック株式会社」へ変更した2008年10月より製造・販売開始。初代製品は「EVER LEDS（エバーレッズ）」で、当初の光色ラインナップは電球色と昼光色のみだった。
2015年にはランプ本体を従来型白熱電球と同じ寸法へ小型化して(ボール形・ミニレフ形を除き)断熱材施工器具と密閉型器具でも使えるようにし・消費電力を従来品「EVER　LEDS」より大幅削減すると同時に、明るさを大幅に向上させた2代目「LED電球プレミア」を発売。新たに昼白色を追加し外装箱（パッケージ）デザインも一新した。
2019年には根元カバー形状を若干変更して従来型白熱電球そっくりの外観&寸法にし、新たに温白色を追加した3代目「LED電球プレミアX」へモデルチェンジ（100型電球相当・T型・ボール型は2代目「LED電球プレミア」ブランドを継続）。これにより従来型白熱電球および電球型蛍光灯から置き換えてもランプ本体が器具からはみ出なくなり、最上位モデルの「全方向タイプ」は「調光器具・パルックボールプレミア（電球型蛍光灯）D型専用器具を除くほぼ全ての電球および電球形蛍光灯器具で(ナショナル・パナソニック以外の他社製器具でも)使用可能」となった。この「LED電球プレミアXシリーズ」はE17口金サイズにも導入されており、斜め取り付け器具用LEDランプ「EVER LEDS（下方向タイプ・電球色と昼光色のみ）」の断熱材施工器具（ダウンライト）対応型は2020年12月限りで生産打ち切り・今後在庫品限りで販売終了となる。
現行モデルは光色が「電球色」・「温白色（100形電球相当・T形・ボール形・ミニレフ形・ナツメ球形・クリア電球形を除く）」・「昼白色（ミニレフ形・ボール形・ナツメ球形・クリア電球形を除く）」・「昼光色（ハイビーム形・クリア電球形を除く）」の4種類あり、使用可能な器具の種類と共に国内メーカーの中で最も多い。なお昼白色と昼光色は消費電力が電球色・温白色より若干少ない。配光は「全方向(220度、260度、290度)」・「広配光（180度）」・「下方向（30度、60度、140度）」の3種類ある。
初代「EVER LEDS」は発光回路を内蔵した根元カバーが金属製だったが、2代目「LED電球プレミア」以降の根元カバーは白色樹脂製に変更されている（2009年に初代モデルが発売されたT形は、当初より白色樹脂製根元カバーを採用）。LED電球の小型化・低価格化が進み電球形蛍光ランプの需要が急速に減少しているため、断熱材施工器具対応電球形蛍光灯「パルックボールプレミア/プレミアクイックD形」は2015年6月限りで生産終了となり、電球形蛍光灯ダウンライト器具には現在「T形LED電球」しか取り付けられなくなっている（白熱電球ダウンライト器具の場合、指定ワット数以内・かつ断熱材施工器具対応であればT形以外の通常LED電球も取り付け可。ただし60形ミニクリプトン球相当のE17一般形LED電球は寸法が大きく、一部取り付けられない器具あり。「40形電球相当のパルックボールスパイラル/プレミア/プレミアクイックA形およびD形」と「パルックボール昼白色と無電極パルックボール全サイズ」も同時に販売終了となり、40形電球までしか対応していないE26/E17白熱電球器具には「パルックLED電球プレミアX40形相当」のみ取り付け可。ボール形のパルックボール蛍光ランプも2022年8月限りで・100形電球相当「EFD25」も2023年3月限りでそれぞれ生産終了となり、ボール形電球器具には「パルックLED電球プレミアボール形」を推奨。従来型パルックボールの現行モデルは「60形電球相当のEFD15普及モデル（電球色と昼光色）」のみで、断熱材施工器具には非対応。100形電球相当は加えて密閉型器具への取付も不可）。今後パナソニック電球形蛍光ランプは「2024年3月限りで生産を終え在庫品限りで販売終了」が決定。「パルックボール」は1993年発売以来31年(前身「ライトカプセル」が発売された1980年から通算して44年)の歴史に幕を下ろし、今後は「パルックLED電球シリーズ」へ完全移行となる(点灯管、パルック蛍光ランプ、ミニクリプトン・レフ形・ナツメ白熱電球は交換用途に絞って生産・販売を継続予定)。
ミニレフ型は、従来型ミニレフ電球そっくりの外観へモデルチェンジした2代目を2020年に発売。光色は電球色と昼光色のみだが明るさは「40形相当」と「50形相当」の2種類に増やされ、外装箱はブリスター包装へ変更された。
E26口金タイプは2021年10月以降出荷分よりパッケージデザインが一新され、これまでパナソニック製蛍光灯に付与されていたブランド「パルック」ロゴが掲載されている（旧デザインパッケージ「LED電球プレミアX」製品は在庫品限りで販売終了）。なおランプ本体の仕様・型番はこれまでの「LED電球プレミアX」と同一で、ランプ本体に「パルック」ロゴは書かれていない。「パルックLED電球プレミア・プレミアX」はE26口金採用一般電球100形・60形・40形のみの設定となっており（100形相当と60形・40形の普及モデルは「プレミア」、60形と40形相当の上位モデルは「プレミアX」）、T形・ボール電球形・レフ形・ハイビーム形・E17およびE11口金（ミニクリプトン球およびナツメ球）タイプは2023年12月現在も「パルック」ロゴがパッケージに表記されず、引き続き「LED電球プレミア・プレミアX」として販売されている。
初代「EVERLEDS」ではランプ本体発光回路を覆う根元カバーへの「Panasonic」ロゴおよびランプ種類（光色・ワット数などの）記号刻印が黒文字だったが、2代目「LED電球プレミア」以降は灰色文字による刻印へと変更されている。
- LEDシーリングライト・デスクスタンド・ペンダント

2021年6月以降製造モデルより「パルック」ブランドが付与され、「パルックLEDシーリングライト・デスクスタンド・ペンダント」として発売されている。

## 概要
パナソニックは2009年10月にLED電球事業に参入し4タイプ8機種を発売した。熱解析によって放熱構造（ヒートシンク）を最適化することで小型化され、一般電球タイプは60W電球と外径が同一になった（55mm）。また、国の白熱電球駆逐という方針もあり、全機種で密閉型器具に対応するとともに、当時としては画期的であったミニクリプトン電球からの置換に対応した小形電球タイプ（E17口金）を発売当初から設定し、さまざまな照明器具に合うようにラインナップの細分化を図った。
また、LEDは直下の明るさに優れている半面、ダウンライトなど小形電球を使う照明器具の中には、器具のコンパクト化を図るために受金が斜めに配置されているものがあり、一般の小形電球タイプでは明るさが斜め方向に偏って直下が暗かったり、白熱電球に比べて配光角（光が広がる角度）が狭いために光が広がらず暗く感じるという弱点を抱えていた。そこで、小形電球タイプには取付後、向きを回転して適切な位置に合わせる口金部回転機構を開発・採用した「斜め取付け専用タイプ」を（「斜め取付け専用タイプ」には断熱材施工器具（SB・SGI・SG形表示器具）に対応したタイプもラインナップしている）、一般電球タイプにはLEDパッケージの配列を変更し、2重の反射板構造（ダブルリフレクター方式）と大型グローブを採用したことで白熱電球と同じ300度の配光角を実現した「全方向タイプ」を設定するなどニーズに合わせた豊富なラインナップをそろえている。
2011年5月にはLED光源を採用したシーリングライトを追加でラインナップし、LED照明のブランドに発展した。2012年のグループ大再編により器具・管球とも「ライフソリューションズ社」の扱いとなった。
2013年4月以降は「EVERLEDS」のブランド名が徐々にフェードアウトされ、施設向け照明器具で「EVERLEDS」と共にブランド名が付いていた照明器具はメインのブランドとして用いられることとなった。また、2015年10月には一般向けのLED電球のうち、全方向タイプを「LED電球プレミア」として発売している。
点灯管を用いる蛍光灯器具生産は2010年限りで、E26口金の一般形白熱電球は2012年限りで、インバータ蛍光灯器具・電球形蛍光灯&白熱電球器具は2018年限りでそれぞれ生産終了。パナソニック ライティングデバイスが交換用途に絞って生産する従来型ランプ類（パルック・パルックボール・ミニクリプトン&ミニレフ電球・保安用ナツメ球・点灯管）を除きLEDの器具と電球へ一本化された。

## 歴史
- 2005年 - 「EVERLEDS」を立ち上げ。当初はビル、商業施設、病院など非住宅用途向けのみ。
- 2009年10月 - LED電球を発売。当初は一般電球タイプ4.0W（LDA4L-A1・LDA4D-A1）、一般電球タイプ6.9W（LDA7L-A1・LDA7D-A1）、調光器対応一般電球タイプ7.6W（LDA8L-A1/D・LDA8D-A1/D）、調光器対応小形電球タイプ5.5W（LDA6L-E17-A1/D・LDA6N-E17-A1/D）の4タイプ8機種であった。
- 2010年
  - 4月 - ミニクリプトン電球とほぼ同サイズに収め、LED電球一般電球タイプと同じ約40,000時間の長寿命を実現したLED電球小形電球タイプ6.0W（LDA6L-E17・LDA6N-E17）を追加発売。
  - 6月 - LED電球の小形電球タイプに業界初となる斜め取付け専用タイプ（LDA6L-E17/BH・LDA6D-E17/BH）を追加発売。
  - 7月 - LED電球の小型電球タイプに調光器対応6.4W（LDA6L-E17/D・LDA6D-E17/D）を追加発売（当初は同年6月の発売が予定されていたが、一部条件下でごく稀に輻射ノイズによってテレビなどに電波障害が発生することが判明し、万全を期すために調光回路の一部を変更する必要が生じたため発売が延期になっていた）。尚、本機種発売に伴い、調光器対応小形電球タイプ5.5W（LDA6L-E17-A1/D・LDA6N-E17-A1/D）は生産終了となる。
  - 11月
    - LED電球の小形電球タイプに調光器対応斜め取付け専用タイプ（LDA6L-E17/D/BH・LDA6D-E17/D/BH）を追加発売（当初は同年8月の発売が予定されていたが、想定以上に大きく需要が伸びて供給が間に合わず、小形電球タイプの主力機種の増産に対応するため発売が延期となっていた）。
    - 放熱技術を向上したことで明るさをアップした一般電球タイプ9.2W（LDA9L-H・LDA9D-H）を発売。同時に既存のLED電球一般電球タイプ6機種のパッケージデザインを変更し統一。
- 2011年
  - 3月 - LED電球の一般電球タイプに白熱電球と同じ配光角を実現した全方向タイプ7.2W（LDA7L-G・LDA7D-G）を発売。
  - 4月 - LED電球に業界初の小形電球タイプ断熱材施工器具対応斜め取付け専用タイプ4.0W（LDA4L-E17/BH/S・LDA4D-E17/BH/S）、パナソニック製初のハロゲン電球タイプ（LDR4L-M-E11・LDR4W-M-E11）、一般電球タイプ6.0W（LDA6L-H・LDA6N-H）の計6機種を追加発売。
  - 5月 - LEDシーリングライト角型4機種を発売（当初は同年3～4月にかけ順次発売を予定していたが、性能向上のために設計の一部を変更する必要が生じたため発売が延期となっていた）。
  - 9月 - LED電球の一般電球タイプに全方向タイプ11.0W（LDA11L-G・LDA11D-G）とパナソニック製初のボールタイプ（LDG9L-G・LDG9D-G）、小型電球タイプに6.4W（LDA6L-H-E17・LDA6D-H-E17）をそれぞれ追加発売。
  - 10月 - LED電球にパナソニック製では初の一般電球タイプクリアタイプ4.4W（LDA4L-C）と小型電球タイプ3.9W（LDA4L-H-E17・LDA4N-H-E17）の計3機種を追加発売。
  - 11月 - LED電球に一般電球タイプ4.3W2個入（LDA4N-H/2T・LDA4L-H/2T）及びパナソニック製初の小形電球タイプレフタイプ6.0W（LDR6L-W-E17・LDR6D-W-E17）、LEDシーリングライトに丸型タイプ9機種、LEDデスクスタンドにSQ-LD510を発売。
- 2012年
  - 1月 - グループ大再編により器具・管球とも「ライフソリューションズ社」の扱いに変わる。
  - 2月 - LED電球に断熱材施工器具対応・斜め取付専用小型電球タイプ6.4W（LDA6D-H-E17/BH/S・LDA6L-H-E17/BH/S）を発売。LEDシーリングライトに丸型透明枠（一部シルバーヘアライン仕上）モデル3機種、丸型ダークブラウン仕上モデル3機種、丸型バーチ調仕上モデル3機種の計9機種を追加。
  - 3月 -
    - LEDシーリングライトにスポット光LED搭載モデル2機種、角型タイプ（～14畳）、～6畳対応モデル3機種、角型木製（白木）モデル4機種の計10機種を追加。また、電気工務店などを経由する電材ルート向け製品には配光切換タイプ7機種（スポット光付6機種・スポット光無1機種）、洋風タイプ30機種、和風タイプ10機種の計47機種を追加。
    - 店舗向けのLED演出照明に、既存の「演色性重視タイプ」よりも明るさをアップした「明るさ重視タイプ」70機種を発売。

  - 4月 -
    - LED電球に一般電球タイプ防湿防雨器具対応型（LDA5L-H-E17/W・LDA7L-H/W・LDA9L-H/W）、一般電球タイプ全方向タイプ11.0W2個入（LDA11L-G/2T・LDA11D-G/2T）、小型電球タイプ6.4W2個入（LDA6L-H-E17/2T・LDA6D-H-E17/2T）の計7機種、LEDデスクスタンドにSQ-LD200を追加発売。
    - 直管形LEDランプに、日本電球工業会による直管形LEDランプの規格（JEL 801）に対応し、新口金システム（L型口金）を採用した5機種を追加すると同時に、直管形LEDランプ搭載ベースライト114機種（定格出力型64機種・省エネ出力型50機種）も発売。
    - LEDの波長制御応用技術によってRa95の高い演色性を実現し、発光部を一つにまとめた集積型LEDを採用した店舗向け「美光色（びこうしょく）LED照明器具」5タイプ（ダウンライト・ユニバーサルダウンライト・スポットライト・ベースライト・建築化照明）・34機種を発売。
    - 学校の講堂や体育館、中小ホール、公民館などの小規模舞台向けに、専用LEDモジュールを採用し、調光も可能な舞台用照明「LEDフレネルスポットライト」2機種を発売。

  - 5月 - L型口金システム（GX16t-5）を採用した直管形LEDランプに、明るさと消費電力を抑えた1400lmタイプと2000lmタイプの2タイプ・4機種を追加発売。併せて、直管形LEDランプ搭載ベースライトには、1400lmタイプ・2000lmタイプ専用のLPシリーズを追加し、直管形LEDランプに蛍光灯用照明器具からの入れ替えに使用する交換ユニットをセットにした「直管形LEDランプ用交換セット」も同時発売。
  - 6月 - LED電球に小形電球タイプ6.0W2個入（LDA6L-E17/2T・LDA6N-E17/2T）、ハロゲン電球タイプ広角タイプ（LDR4L-W-E11・LDR4W-W-E11）の計4機種を追加発売。
  - 7月 -
  - LED電球の一般電球タイプに11.0W（LDA11L-H/W・LDA11D-H/W）、全方向タイプ11.2W（LDA11L-G-W）、クリアタイプ6.4W（LDA6L-C）の計4機種を追加発売。これらの機種は屋内配線で直射日光が当たらない防湿・防雨型のポーチライトや玄関灯でも使用可能。また、LDA11D-H/Wはパナソニック製で初めて、全光束が1,000ルーメン以上（1,050ルーメン）の機種である。
  - LEDダウンライトに、ワンコア（ひと粒）タイプ 高出力型88機種を発売。
  - 公園・広場・学校・駐車場などの屋外に使用するLED外灯「LEDモールライト」の全周配光タイプ（タイマー段調光機能付）とフロント配光タイプを発売。翌月には横長配光タイプを追加発売。
  - 9月 - LEDシーリングライトに丸型6畳用2機種（463N・463A）、丸型エコナビ搭載モデル4機種、丸型エコナビ搭載・透明枠+ダークブラウン枠モデル4機種、丸型幅60cmモデル4機種、丸型透明枠モデル4機種の計18機種を発売。
  - 10月 -
    - LED電球の小形電球タイプに全方向タイプ5.4W（LDA5L-G-E17/W・LDA5D-G-E17/W）、クリアタイプ5.4W（LDA5L-E17-C/W・LDA5D-E17-C/W）の4機種を追加発売。これらの機種は屋内配線で直射日光が当たらない防湿・防雨型のポーチライトや玄関灯でも使用可能。
    - 光源にLED電球を使用したコンパクトペンダント19機種、シャンデリア4機種を発売。
    - 直管形LEDランプ搭載ベースライトに、パナソニック製直管形LEDランプのLDL40Sタイプ全機種が使用できるランプフリー仕様とした起動方式LEタイプ58機種を追加発売。併せて、電気用品安全法適合のL型口金システム（GX16t-5）を採用した直管形LEDランプにも、2タイプ（2400lm・2600lm）4機種も追加発売。

  - 11月 -
    - LED電球のボール電球タイプに75mm径の8.8W（LDG9D-H/75・LDG9L-H/75）、レフ電球タイプに5.0W（LDR5D-W・LDR5L-W）、6.0W（LDR6D-W・LDR6L-W）、小形電球タイプにクリアタイプ5.4W（LDA5D-E17/C/W・LDA5L-E17/C/W）、シャンデリア電球タイプ5.0W（LDC5L-E17/C/D/W）の計9機種を追加発売。
    - マンションやアパートの共用部、戸建住宅の軒下や洗面台での使用を想定した防湿・防雨型LEDシーリングライト16機種を発売。
    - 4月に発売した施設向け「美光色LED照明器具」のラインナップを拡大し、既存品には電球色タイプと温白色タイプを追加するとともに、ダウンライト・ユニバーサルダウンライトに調光タイプを追加するなど、100機種を追加発売。

  - 12月 - HID250形及びHID400形と同じ埋込穴直径400mmを実現した高天井用LEDダウンライト 1500形/2000形を発売。
- 2013年
  - 2月 - LEDシーリングライトに、感性工学の手法を取り入れた丸型・調色タイプ4機種（HH-LC*11A/LC*12A）を追加発売。
  - 3月 - LEDシーリングライトに、インテリア住宅部材「リビエ リアロ」と同素材を枠に使用した丸型タイプや、既設照明器具からの取替え時に跡形を隠すことが可能な直径800mmの大型（太枠）タイプなど40機種を追加発売。